# Margareta de Franța, ducesă de Brabant
Margareta de Franța (n. 1254–d. 1271) a fost membră a Casei Capet, devenită ducesă de Brabant prin căsătorie.

## Familie
Margareta a fost cel de al nouălea copil din 11 avuți de regele Ludovic al IX-lea al Franței cu soția sa Margareta de Provence. Fratele ei mai mare era viitorul rege Filip al III-lea al Franței, iar frate mai mic era contele Robert de Clermont.
Margareta avut trei surori care au supraviețuit nașterii și copilăriei. Cea mai mare dintre acestea era Isabela, care se va căsători cu regele Theobald al II-lea al Navarrei.

## Căsătorii
Margareta a fost inițial promisă spre căsătorie în 1257 lui Henric al IV-lea, fiu al ducelui Henric al III-lea de Brabant cu Adelaida de Burgundia. Logodna nu a fost dusă la bun sfârșit din cauza alienării mintale a lui Henric.
Henric a fost depus în 1267. Fratele său, Ioan I de Brabant i-a preluat moștenirea și totodată s-a căsătorit cu Margareta la 5 septembrie 1270. Despre Ioan se spune că era un model al principelui feudal: curajos, aventuros; depășind pe cei din jur prin inițiative și generos în caracter. El a fost considerat drept unul dintre cei mai hăruiți principi ai vremii sale. Toate acestea l-au făcut foarte popular în poezia și literatura medievală. Chiar și în ziua de azi există o odă închinată lui, atât de cunoscută încât a devenit potențial candidat pentru imnul Brabantului de nord. Ioan I era un pasionat al turnirelor. De asemenea, era faimos pentru mulții săi copii ilegitimi.
Margareta a rămas însărcinată în 1270/1271. Ea a dat naștere unui fiu în 1271. Atât mama, cât și copilul nu au surpaviețuit, murind la puțină vreme după naștere.